# Piedad Álvarez Rubio
Piedad Álvarez Rubio (León, siglo XX) fue la primera taxista de España.

## Biografía
Nació en León. Su madre tenía un garaje y su padre era mecánico.Estudió Magisterio en León, pero tenía que ayudar a su madre y empezó a trabajar. Aprendió a conducir cuando tenía algo más de veinte años y en 1932 sacó la licencia. Como en el garaje de su madre, ella veía a los chóferes y a su hermano ir y venir con sus coches, se animó a trabajar como taxista.Piedad, la primera taxista de España. Así empezaba un reportaje a doble página que Mundo Gráfico publicó en 1935 cuando se convirtió en la primera choferesa o taxista de León y de España.
Apodada La "Peñina", tenía su puesto al lado del ayuntamiento de León, y trabajó en el taxi cuarenta años hasta 1974.Ella misma reparaba las averías de su taxi, cuando éstas no requerían llevar el automóvil al taller.Su licencia fue la 49 y el último coche que tuvo fue un Seat 600. Desde que empezó en los años 30 hasta que León tuvo una segunda mujer al frente del volante de un taxi, tuvieron que pasar más de dos décadas. Esa segunda taxista se llamó Alejandra Álvarez Rubio y trabajó desde 1959.